# Django et Sartana
Pour les articles homonymes, voir Django et Sartana.
Pour plus de détails, voir Fiche technique et Distribution.
Django et Sartana (Quel maledetto giorno d'inverno... Django e Sartana all'ultimo) est un western spaghetti italien réalisé par Demofilo Fidani en 1970.

## Résumé
À Black City, où les bandits font la loi, arrivent un nouveau shérif et un chasseur de primes, Django. Les choses vont changer... malgré le vent froid du matin.

## Commentaires
Présentation d'une autre fine gâchette : après Django, Sartana.

## Fiche technique
- Scénario : Demofilo Fidani, Mila Vitelli Valenza
- Production : Demofilo Fidani
- Musique : Coriolano Gori
- Photographie : Franco Villa (de)
- Montage : Piera Bruni
- Durée : 90 min
- Pays :  Italie
- Langue : italien
- Couleur
- Classification : Norvège : 16
- Dates de sortie :
  - Italie : 25 juin 1970
  - Danemark : 26 février 1971

## Distribution
- Jack Betts : Django (sous le pseudo de Hunt Powers)
- Fabio Testi : Sartana / Jack Ronson (sous le pseudo de Stet Carson)
- Dino Strano : Bud Willer (sous le pseudo de Dean Stratford)
- Benito Pacifico : Paco Sanchez (sous le pseudo de Dennis Colt)
- Luciano Conti : Joe 'The Worm' Smith (sous le pseudo de Lucky McMurray)
- Simonetta Vitelli : veuve (sous le pseudo de Simone Blondell)
- Attilio Dottesio : McLaren (sous le pseudo de Dan Reesy)
- Celso Faria : Frank Cutler
- Roberto Danesi : Mordera (sous le pseudo de Robert Dannish)
- Antonio Basile : tueur ave Bud
- Michele Branca : tueur avec Bud (pseudo Michael Brank)
- Franco Pasquetto : Peter, le mari de la veuve
- Pietro Torrisi : Paco, le géant
- Nuria Torray
- Calogero Caruana : shérif adjoint
- Mariella Palmich : Dolores